# Ponto comercial

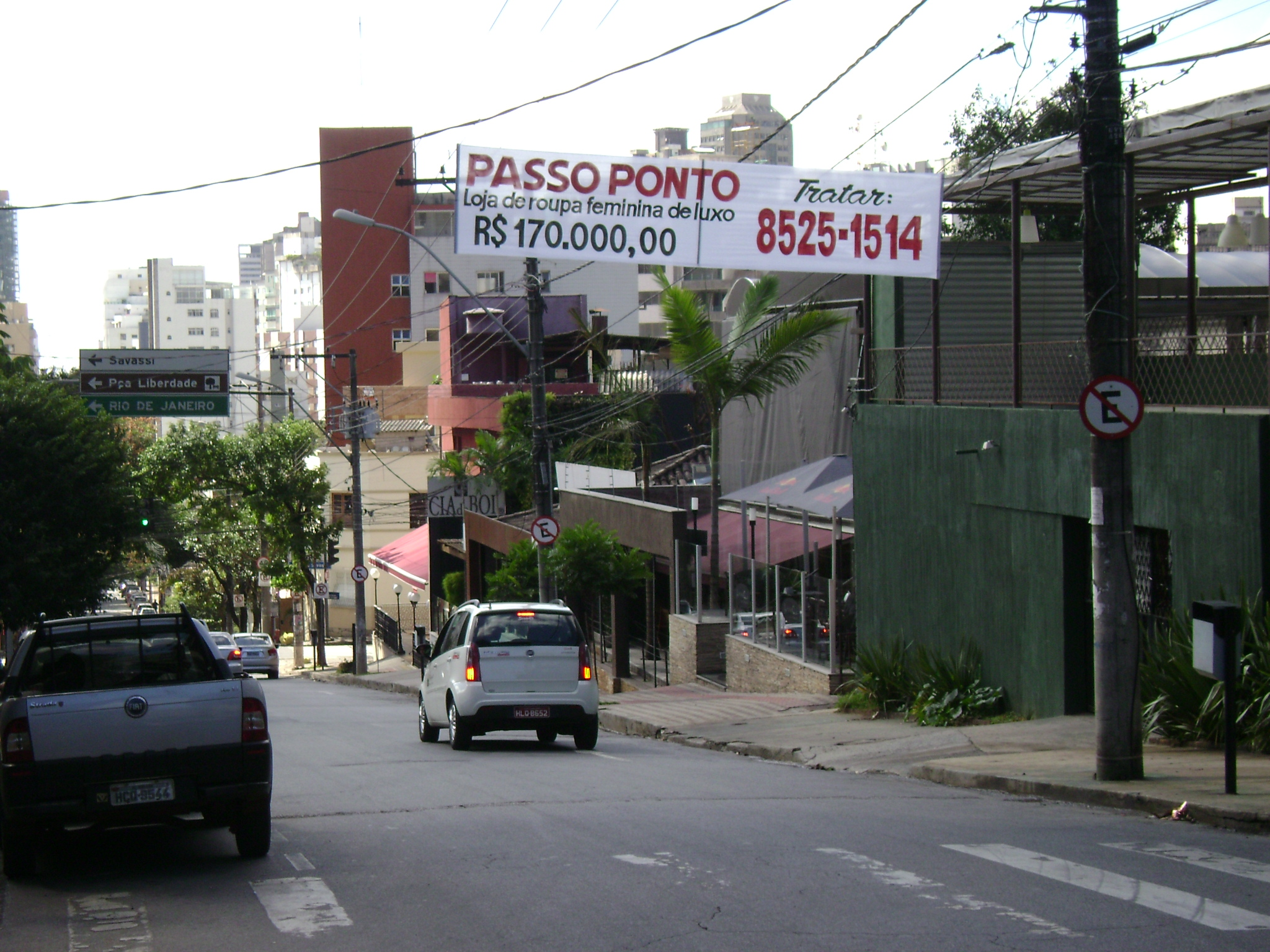
Faixa indicando um ponto comercial em uma rua comercial do bairro Carmo, em Belo Horizonte, Minas Gerais, Brasil.

Ponto comercial é o local onde está estabelecido o comerciante, ou onde realiza habitualmente sua prática comercial.
Muito se confunde ponto comercial com estabelecimento empresarial (também chamado de fundo de comércio), este último é o conjunto de bens materiais e imateriais organizados para que o empresário possa exercer sua empresa, enquanto o primeiro é o local onde se encontra o estabelecimento empresarial, ou seja, o endereço onde os fregueses ou clientes procuram o serviço da empresa. O ponto comercial não existe por si só, ele depende da exploração da atividade empresarial e é fruto dela como resultado do trabalho desenvolvido pelo empresário. Nesta linha, podemos dizer que o ponto comercial é apenas um dos elementos formadores do estabelecimento, pois o empresário pode ter vários pontos comerciais, mas o mesmo estabelecimento. Em suma, a empresa dota determinado imóvel, transformando-o, acrescentando-lhe o valor imaterial do fundo de empresa. Colocando à disposição dos consumidores as mercadorias de que, eventualmente, necessitam. 
Para o Direito Empresarial brasileiro, é um direito incorpóreo que compõe o estabelecimento comercial, considerando que a localização é um dos fatores que determinam o aviamento da empresa. Visto que, em função da atividade exercida pelo empresário, a localização é decisiva para o sucesso do empreendimento sendo que a mesma pode gerar acréscimo, por vezes, essencial no seu valor por se tornar uma “referência”, isto é, as pessoas passam a associar aquele local a determinada loja ou uma atividade comercial. Por essa razão, o interesse voltado para a permanência no ponto é prestigiado pelo direito. 
Proteção do ponto comercial
No Brasil, se o empresário encontra-se estabelecido em imóvel próprio, a proteção jurídica do mesmo se dá pela tutela da propriedade imobiliária do direito civil. Porém, quando o empresário ou sociedade empresária é locatária do imóvel em que exerce sua atividade, a proteção do direito ao ponto decorre de uma disciplina jurídica específica de alguns contratos de locação não residencial, a Lei de Locação (8.245/91), que com a finalidade de evitar abusos dos locadores, por exemplo, o locador, retomando o imóvel, pudesse instala-se com estabelecimento e desfrutar da freguesia gerada pelo locatário. Também não se justificaria se o locador se beneficiasse com alugueres maiores precisamente como decorrência da valorização produzida pelo locatário. E, também ainda, não teria qualquer sentido permitir que as condições de locação ficassem ao alvedrio incondicionado do locatário, como uma espécie de usucapião oblíquo em decorrência do exercício da empresa. Por isso, é protegido este direito abstrato, garantindo ao comerciante, dentre outros direitos, a renovação compulsória de seu contrato de locação, sendo que esta garantia pode ser objeto de tutela jurisdicional, através da ação renovatória (art. 51 da LL).
Cumpre acrescentar que legislação municipal estabelece as condições para o regular funcionamento do estabelecimento. Por isso, para exercer atividades, é indispensável a obtenção prévia de licença de localização e funcionamento, expressa em alvará. 
O doutrinador Fran Martins (2017, p. 288), explica que os direitos à renovação do contrato de locação de imóveis para fins comerciais ou industriais são também assegurados aos cessionários ou sucessores do comerciante, podendo ser por eles exercido, como sendo de um locatário original.
Para que a ação renovatória se desenvolva, é necessário que o locatário cumpra os requisitos da lei:
- Contrato por escrito;

- Prazo determinado;

- Duração miníma de cinco anos ininterruptos;

- Condição de empresário;

- Três anos no mesmo ramo de atividade;
- A referida ação deverá ser pleiteada entre um ano e seis meses antes do fim do contrato a ser renovado (prazo decadencial);

Caso o direito à renovação do aluguel não seja realizado, o comerciante terá direito à uma indenização pecuniária. Vale ressaltar que a intenção do legislador é de proteger o locatário, porque o ponto comercial pertence a pessoa que exerce a atividade empresarial e não ao proprietário do imóvel, haja vista que ele investiu no estabelecimento e, as vezes até mesmo sem motivo algum, o locador quer rescindir o contrato.
No entanto, é importante frisar que tal direito não é absoluto, tendo em vista que este vai de encontro com o direito à propriedade do locador assegurado pela Constituição Federal. Para tanto, o ordenamento estabelece os casos de exceções de retomada:
- - Obras no prédio locado (Lei n. 8.245/91, art. 52, inc. I): A renovação do contrato não é obrigatória nos casos em que, por determinação do Poder Público, tiver que realizar obras no imóvel que acarretem em sua radical transformação ou para fazer modificações que venham a aumentar o valor do negócio ou da propriedade. O doutrinador Fábio Ulhoa Coelho (2016), ensina que “se o Poder Público obriga o locador a realizar reformas no imóvel, ou se o proprietário deseja reforma-lo para maior valorização do seu patrimônio, o locatário não terá reconhecido o seu direito de inerência ao ponto”.[5]

- - Uso próprio (Lei n. 8.245/91, art. 52, inc. II): Não caberá a renovação do contrato na hipótese em que o locador desejar retomar o imóvel para uso próprio.

- - Transferência de estabelecimento empresarial (Lei n. 8.245/91, art. 52, inc. II): Não caberá a renovação do contrato na hipótese da transferência de fundo de comércio existente há mais de um ano, sendo detentor da maioria do capital o locador, seu cônjuge, ascendente ou descendente. Nesse caso, o imóvel não poderá ser destinado ao uso do mesmo ramo do locatário, salvo se a locação também envolvia o fundo de comércio, com as instalações e pertences.[6]

- - Insuficiência da proposta do locatário (art. 72, inc. II, da Lei de Locação): Fábio Ulhoa Coelho (2016) destaca que na ação renovatória, o empresário deverá apresentar uma nova proposta de aluguel. Caso o valor locatício de mercado do imóvel for superior à renovação pelo aluguel proposto pelo empresário, importaria em desconsideração do direito de propriedade do locador. Dessa forma, na hipótese em que a proposta não for melhorada, a locação não será renovada.[5]

- - Proposta melhor de terceiro (art. 72, inc. III, da Lei de Locação): Semelhante à exceção por Insuficiência da proposta do locatário, Fábio Ulhoa Coelho (2016), explica que se o locatário oferece novo aluguel compatível com o valor do mercado, mas o locador possui proposta melhor vinda de terceiro, a renovação incidiria em ofensa ao seu direito de propriedade. Portanto, na hipótese em que o locatário não concordar em pagar o valor equivalente ao ofertado pelo terceiro, a locação não será renovada. [5]

Cumpre ressaltar os casos de retomada do imóvel para uso próprio, ou para transferência de fundo de comércio, previstas no art. 52, II, da Lei 8.245/91, não se aplicam à locação de espaços em shopping centers, de forma que não poderá o locador se recusar à renovação do contrato.
O contrato de locação de espaço em shopping center, segundo o doutrinador Fábio Ulhoa Coelho (2016, pg. 50-51) caracteriza-se por possuir um aluguel com características peculiares, sendo desdobrado em parcelas fixas, reajustáveis conforme o índice e a periodicidade do instrumento contratual, em parcelas variáveis, de acordo com o percentual do faturamento do locatário obtido pelo estabelecimento locado. Para cálculo da parcela variável, o locador poderá auditar as contas do locatário, vistoriar suas instalações e fiscalizar seu movimento econômico.
Referências
1. ↑  FAZZIO JÚNIOR, Waldo. Manual de Direito Comercial. 9. Ed. São Paulo: Atlas, 2008, p. 67. [S.l.: s.n.]
2. 1 2 3  FAZZIO JÚNIOR, Waldo (2020). Manual de Direito Comercial. São Paulo: Atlas. p. 68
3. ↑  COELHO, Fábio Ulhoa, Curso de direito comercial. Vol. 1, edição 2005 ;  editora Saraiva. [S.l.: s.n.]
4. ↑  MARTINS, Fran (2017). Curso de Direito Comercial. Rio de Janeiro: Forense. p. 288
5. 1 2 3 4 5  COELHO, Fábio Ulhoa, Manual de direito comercial, 28 edição 2016; editora Revistas dos tribunais. [S.l.: s.n.]
6. ↑  TOMAZETTE (2017). Curso de Direito Empresarial. São Paulo: Atlas. p. 151
7. ↑  Art.52, lei 8.245/91
8. ↑  TOMAZETTE, Marlon (2017). Curso de Direito Empresarial. São Paulo: Atlas. p. 151